# Leonard Skeggs
El Dr. Leonard T. Skeggs, mejor conocido entre los químicos clínicos como el inventor de los analizadores de flujo continuo (Analizador Automático, SMA 12/60, y SMAC), nació en Fremont, Ohio, el 9 de junio de 1918. Asistió a Escuela Primaria Boardman y a la Escuela Secundaria donde conoció a su futura esposa, Jean Hossel. Su padre era el Secretario Ejecutivo del YMCA de Youngstown. Asistió al Colegio Youngstown viviendo en casa con su madre, su hermano David y su hermana Betty. Se graduó en 1940 con un grado en Química.

## Primer trabajo
Entró a trabajar en el Departamento de Bioquímica de la escuela de graduados de la Universidad de la Reserva Occidental (ahora Case Western Reserve University) y trabajó bajo las órdenes del doctor Roy McCullagh en la purificación de una hormona, la inhibina, que creía que existía en los epitelios germinales de los testículos. Su contribución después de casi 2 años de trabajo fue demostrar que tal hormona no existía. Fue mientras trabajaba en este estudio, un domingo, que ocurrió el ataque japonés a Pearl Harbor el 7 de diciembre de 1941.
Después de Cornell, fue adjudicado al Navío de guerra Hovey de la Primera Guerra Mundial que se había convertido en un barreminas. Pronto se hizo Oficial artillero. En 1946 dejó los deberes militares.

## Su invento
En enero de 1948 recibió su doctorado y entró a trabajar a un laboratorio clínico.Al tener problemas de exactitud con los análisis quiso desarrollar una idea de hacer estos análisis de modo automatizado, pensando en un flujo continuo. El patólogo en jefe, Joe Kahn, le prestó $5000: 1500 dólares fueron usados en la construcción de la máquina y 3500 dólares fueron para gastos judiciales. En total se construyeron cuatro modelos diferentes de máquinas analizadoras.
Leonard pasó casi 3 años tratando de encontrar un fabricante y durante ese tiempo su esposa Jean lo apoyaba. Finalmente, la Compañía de Technicon escuchó sobre ese analizador y le pidió llevarlo a Nueva York. Ellos tardaron casi 3 años diseñándolo para ponerlo en producción. Introducida en 1956, la máquina se convirtió en un éxito inmediato.

## Premios
El área de investigación del Dr. Skeggs fue la química del sistema Renina-angiotensina y en 1968 ganó el premio Vernon Stouffer por contribuciones en esta área. El premio se le otorgó por "identificar la estructura de la angiotensina, el descubrimiento de la enzima convertidora de angiotensina y por la síntesis del substrato de la renina". Estos logros han contribuido ampliamente a la comprensión de la fisiología y la bioquímica de la hipertensión. El Dr. Leonard Skeggs falleció el 4 de diciembre de 2002.